# Ken Wharton
Kenneth Wharton, född 21 mars 1916 i Smethwick, West Midlands, död 12 januari 1957 i Ardmore, Nya Zeeland, var en brittisk racerförare. 
Wharton började tävla med en Austin 7 i slutet av 1930-talet. Efter andra världskriget tävlade han i en rad olika discipliner. Wharton vann holländska Tulpanrallyt tre gånger i början av 1950-talet och blev brittisk mästare i backe fyra år i rad mellan 1951 och 1954. Han byggde och tävlade med en egen 500cc formel 3-bil och körde sportvagnsracing för Jaguar.
Wharton omkom på Ardmore Circuit utanför Auckland. 

## F1-karriär
Wharton körde sexton formel 1-lopp i mitten av femtiotalet. Bästa resultatet kom redan i debutloppet i Schweiz 1952 där han slutade på fjärde plats.
| Säsong | Stall/Tillverkare                        | Poäng | Placering |
| ------ | ---------------------------------------- | ----- | --------- |
| 1952   | Scuderia Franera (Frazer-Nash-Bristol)   | 3     | 13        |
| 1953   | Ken Wharton (Cooper-Bristol)             | 0     | -         |
| 1954   | Owen Racing Organisation (Maserati 250F) | 0     | -         |
| 1955   | Vanwall                                  | 0     | -         |